# Victoria Chitepo
Victoria Fikile Chitepo, née le 27 mars 1928, morte le 8 avril 2016, était une militante et une enseignante zimbabwéenne, devenue également députée et plusieurs fois ministre, entre 1980 et 1992. Elle était l'épouse de Herbert Chitepo, figure de proue de l'Union nationale africaine du Zimbabwe (ZANU), mais était elle-même une personnalité politique majeure de la ZANU.

## Biographie
Elle naît en 1928 sous le nom de Victoria Mahamba-Sithole dans la ville sud-africaine de Dundee, dans les mines de charbon du KwaZulu-Natal. Elle effectue ses études en Afrique du Sud et fréquente l'université du Natal, où elle obtient une licence. Elle poursuit par un troisième cycle en éducation à l'université de Birmingham au Royaume-Uni. Entre 1946 et 1953, elle enseigne au Natal. Elle rencontre son futur mari, Herbert, au Adams College près de Durban en Afrique du Sud. Puis elle s’installe en 1955 dans ce qui était à l'époque la colonie britannique de Rhodésie du Sud après avoir épousé son mari zimbabwéen, qui travaillait comme travailleur social dans la capitale Salisbury (aujourd'hui Harare).
En 1960, Chitepo s'engage dans le Parti national démocratique de Rhodésie, un mouvement nationaliste qui fait campagne pour les droits politiques de la majorité noire de Rhodésie. En 1961, elle dirige un sit-in de femmes au tribunal de Salisbury pour promouvoir la campagne en faveur de la citoyenneté noire.
Un an plus tard, elle se rend avec son mari au Tanganyika (aujourd'hui la Tanzanie) et travaille comme assistante sociale auprès des réfugiés noirs de Rhodésie à Dar es Salaam pendant trois ans, entre 1966 et 1968. En 1975, Herbert Chitepo est assassiné à Lusaka, en Zambie, un assassinat dont les commanditaires restent obscurs. Elle reste en Tanzanie jusqu'à ce que la Rhodésie - rebaptisée Zimbabwe - obtienne son indépendance en 1980.
De retour au Zimbabwe, Victoria Chitepo se présente aux élections dans la circonscription de Mutasa et Buhara West lors des premières élections multiraciales du pays. Elle remporte un siège pour la ZANU-PF à la chambre basse. Elle est nommée ensuite vice-ministre de l'éducation et de la culture, puis ministre de l'information et de l'éducation par le Premier ministre de l'époque, Robert Mugabe, dans le premier gouvernement de l’Etat indépendant, un gouvernement d’union nationale.
En 1982, elle est nommée ministre des ressources nationales et du tourisme. Elle se présente à nouveau aux élections de 1985 et est à la fois réélue et renommée à son poste ministériel, qu'elle conserve jusqu'en 1990. Elle assume ensuite le rôle de ministre de l'information, des postes et des télécommunications avant de prendre sa retraite de la politique zimbabwéenne en 1992.
Elle est nommée membre du groupe d'observateurs du Commonwealth pour les élections kenyanes en 1992, puis membre de la mission du Commonwealth en Afrique du Sud (Comsa III) en 1993, Elle est ensuite conseillère spéciale du secrétaire général des Nations unies, Boutros Boutros-Ghali, pour la préparation de la quatrième conférence mondiale sur les femmes en 1994 et 1995
Elle revient à la politique intérieure au Zimbabwe en 2005 lorsqu'elle est à nouveau présente sur le ticket ZANU-PF pour le siège parlementaire de Glen Norah, quartier de la banlieue de Harare. Bien qu'elle ait perdu les élections, elle reste un membre important du comité directeur de la ZANU-PF, et est visée par les sanctions des États-Unis et de l'Union européenne contre les personnes « qui sapent les processus démocratiques au Zimbabwe ».
Le 8 avril 2016, elle est retrouvée morte dans sa maison de Mount Pleasant, à Harare, peut-être des suites d’une chute dans sa chambre. Elle est  enterrée le 13 avril dans le cimetière des héros nationaux (	
Heroes' Acre),.